# Koorbitale Monde
Koorbitale Monde im weiteren Sinne sind alle natürlichen Satelliten, die sich auf derselben oder einer sehr ähnlichen Umlaufbahn um einen Planeten bewegen.
Als koorbitale Monde im engeren Sinne werden die beiden Saturnmonde Janus und Epimetheus bezeichnet.
Eine Untergruppe der koorbitalen Monde bilden die kleinen Trojaner-Monde, die sich in den Librations- oder Lagrange-Punkten größerer Monde bewegen.